# Edge (Texas)
Edge è una comunità non incorporata della contea di Brazos, Texas, Stati Uniti.

## Storia
Un ufficio postale chiamato Edge fu istituito nel 1894 e rimase in funzione fino al 1957. La comunità ha il nome della famiglia Edge locale.